# Batalla de Friedlingen
La batalla de Friedlingen, acaecida el 14 de octubre de 1702, es una de las batallas que se libraron en el marco de la Guerra de sucesión española. Tuvo lugar a 60 km al sur de la ciudad de Friburgo de Brisgovia, en la actual Alemania, y enfrentó al ejército francés al mando del general Claude Louis Hector de Villars contra las tropas del Sacro Imperio Romano Germánico a las órdenes de Luis Guillermo de Baden-Baden, margrave de Baden-Baden, resultando derrotados estos últimos.

## Antecedentes
En el marco de la guerra de sucesión española, el comandante del fuerte francés de Huningue (Alsacia) recibió en el otoño de 1702 la orden de Luis XIV de avanzar en dirección a Suabia (en el sur de Alemania), con la misión de unirse a las tropas de su aliado, Maximiliano II Manuel, el elector de Baviera y, una vez efectuada la conjunción, derrotar a las fuerzas del emperador del Sacro Imperio Romano Germánico, Leopoldo I. 
Se había elegido como punto de partida de la maniobra esta fortificación, que se encontraba emplazada en las proximidades de la frontera germano-helvética, debido a que en dicha región resultaba fácil cruzar el río Rin.

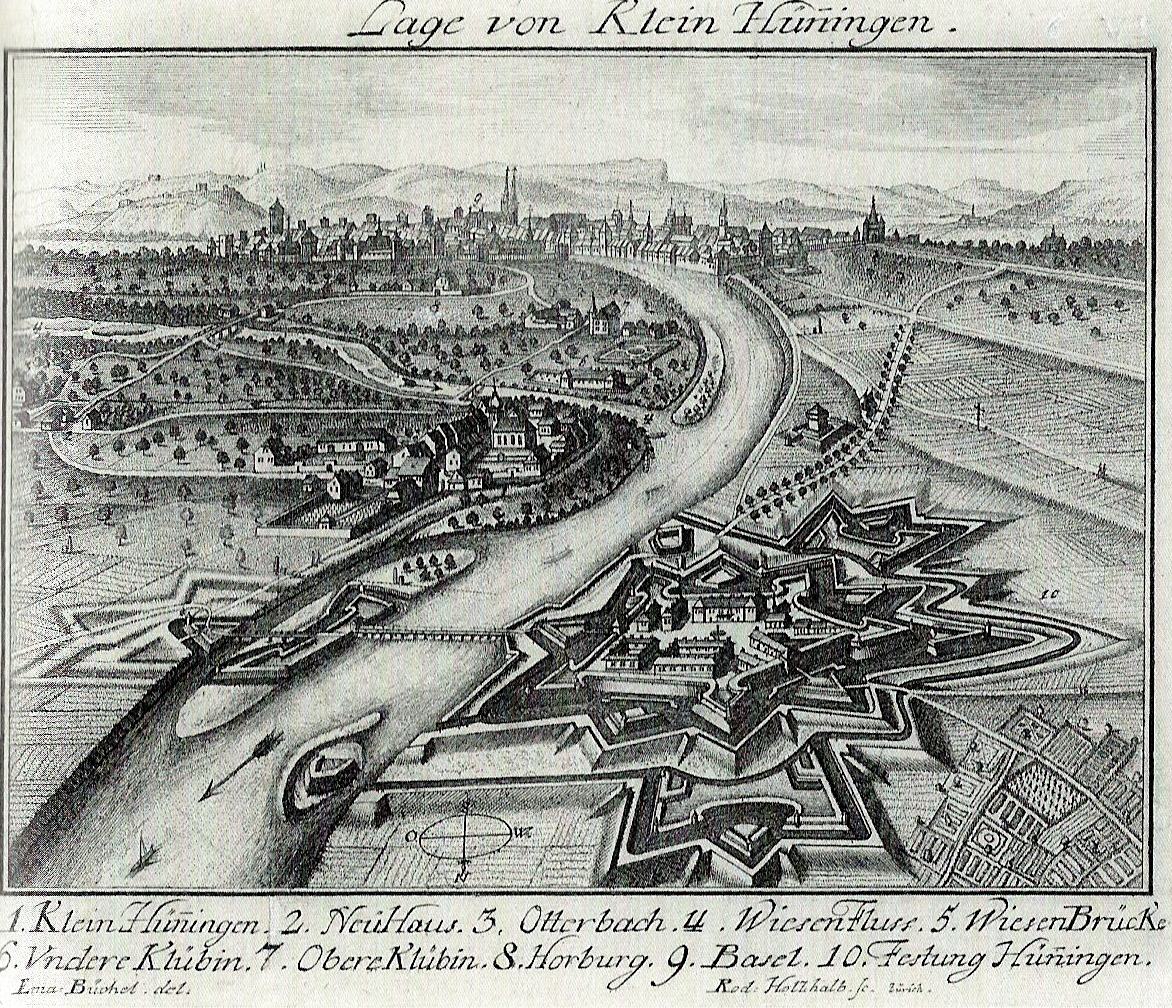
La fortaleza de Huningue (derecha) y Friedlingen (izquierda) a orillas del Rin. Aguafuerte según un dibujo de Emanuel Büchel (1705-1775).

## La batalla
En la madrugada del 14 de octubre de 1702, 20.000 soldados con 33 cañones, al mando de Villars, atravesaron el Rin y destruyeron el fuerte de Friedlingen (en el municipio actual de Weil am Rhein, Alemania) que estaba situado frente al francés, al norte de Basilea. Las tropas imperiales, a las órdenes del margrave Luis Guillermo de Baden-Baden (conocido como Luis el Turco, con rango de general, más tarde ascendido a mariscal de campo), tenían por misión impedir el avance de los franceses, para lo cual se habían atrincherado contingentes de infantería en el bosque de Käferholz, a la vez que unos escuadrones de caballería estaban apostados en lo alto de la cercana montaña de Tüllingen.
Amparados en sus trincheras, los imperiales rechazaron los ataques franceses, retirándose hacia el norte a la caída de la noche, dejando de este modo al Ejército francés en posesión del campo de batalla. Los imperiales sufrieron 335 muertos y 742 heridos, mientras que en el lado francés hubo 1.703 muertos y 2.601 heridos.

## Consecuencias
Aunque ninguno de los dos contendientes salió vencedor de la batalla, los franceses quedaron dueños del campo de batalla, por lo que se suele admitir que lograron una victoria táctica. No obstante, los imperiales consideran que lograron una victoria (como figura en la lápida del monte de Tüllingen), pues consiguieron su objetivo, que era el de impedir que las tropas francesas alcanzasen Suabia para reforzar allí a las de Maximiliano II Manuel de Baviera, puesto que los franceses, tras el alto número de bajas sufridas, desistieron de su empeño y se retiraron de nuevo tras la línea del río Rin.
Los pueblos situados a la orilla del Rin sufrieron graves daños a resultas de las operaciones, en especial Weil am Rhein.

## Homenajes

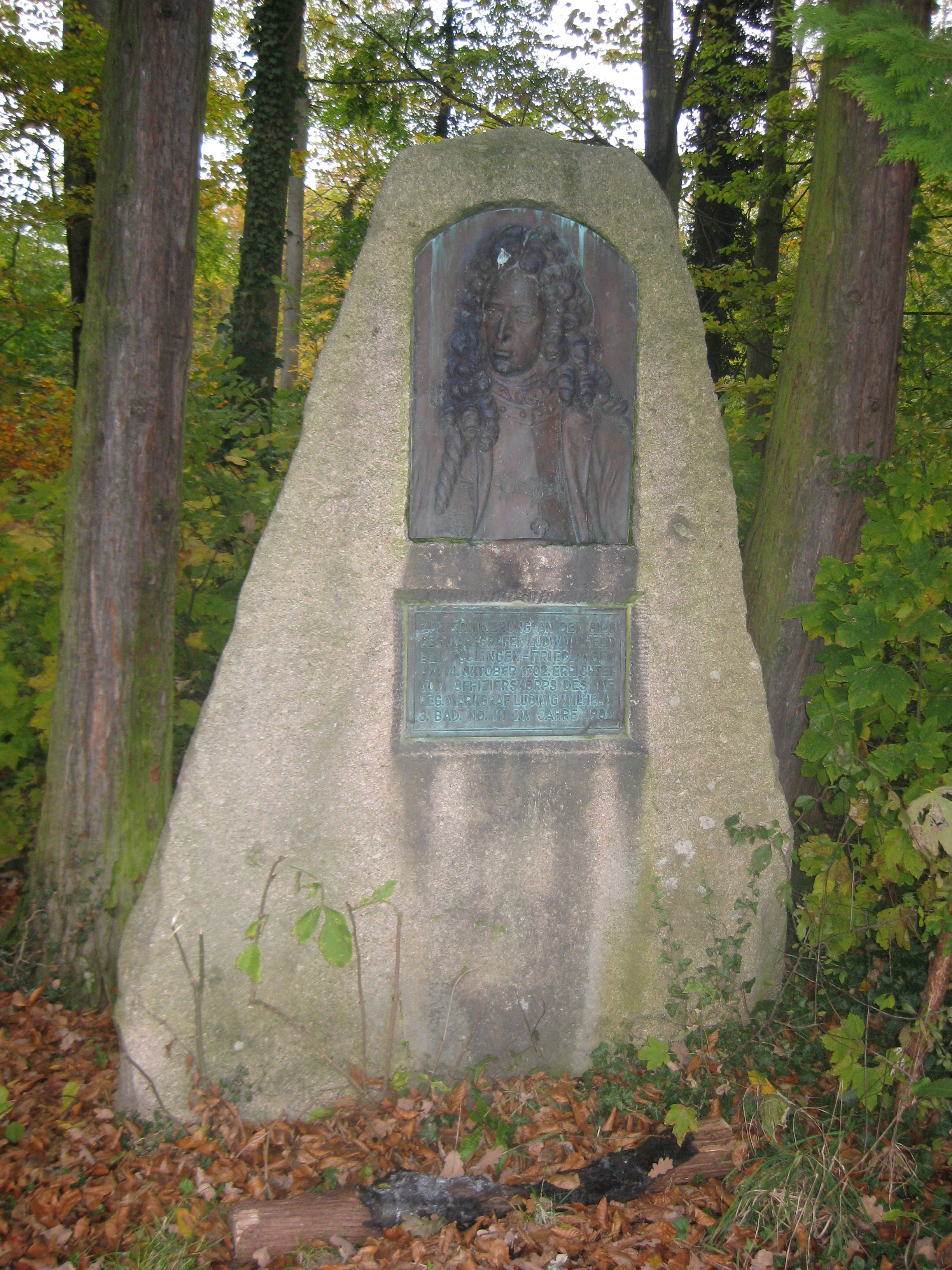
Lápida del margrave Luis Guillermo de Baden-Baden.

Existe una lápida con la efigie del margrave Luis Guillermo de Baden-Baden, que se encuentra en la cumbre del monte de Tüllingen.